# Ебенхајм
Ебенхајм (њем. Ebenheim) општина је у њемачкој савезној држави Тирингија. Једно је од 57 општинских средишта округа Гота. Према процјени из 2010. у општини је живјело 244 становника. Посједује регионалну шифру (AGS) 16067012.

## Географски и демографски подаци
Ебенхајм се налази у савезној држави Тирингија у округу Гота. Општина се налази на надморској висини од 335 метара. Површина општине износи 6,4 km². У самом мјесту је, према процјени из 2010. године, живјело 244 становника. Просјечна густина становништва износи 38 становника/km².

## Међународна сарадња
| Мјесто | Држава    | Врста сарадње | Од    |
| ------ | --------- | ------------- | ----- |
|        | Француска | партнерство   | 1997. |
| Извор  |           |               |       |